# Туровка (Черниговская область)
Туровка (укр. Турівка) (раньше — Турец) — село в Корюковском районе Черниговской области Украины. Население 181 человек. Занимает площадь 0,992 км².
Код КОАТУУ: 7422485506. Почтовый индекс: 15314. Телефонный код: +380 4657.

## История
Указом ПВС УССР от 10.06.1946 г. село Турец переименовано в Туровку.

## Власть
Орган местного самоуправления — Наумовский сельский совет. Почтовый адрес: 15314, Черниговская обл., Корюковский р-н, с. Наумовка, ул. Шевченко, 91.